# ТД гарден
ТД гарден (енгл. TD Garden) је вишенаменска спортска дворана у Бостону, у америчкој савезној држави Масачусетс. Капацитет дворане за хокеј је 17.565, за кошарку 18.624, а за концерте 20.000. места. Користе је Бостон бруинси, Бостон селтикси, као и други спортски клубови из Бостона.
Изградња дворане је почела 29. априла 1993. године, а хала је завршена 30. септембра 1995. године. Једна је од две хале у НБА лиги која има паркет као подлогу за играње (друга је Амвеј центар, дом Орландо меџика).